# Ныш (река)
Ныш — река на острове Сахалин. Длина реки — 116 км, площадь её водосборного бассейна насчитывает 1260 км².
Истоки реки лежат у подножья горы Двуглавой (399 м) на стыке Угрюмого и Водораздельного хребтов. От истока течёт на юго-восток вдоль восточного склона Угрюмого хребта через лиственничный лес. Ниже устья Второго Ныша и урочища Горелый лес отклоняется к югу. В среднем течении в долине реки присутствуют пойменные болота. Впадает в реку Тымь по левому берегу, в 79 км от её устья. В приустьевой части расположен посёлок Ныш. Ширина реки в этом месте составляет 16 метров, глубина — 1,7 метра, скорость течения 0,8 м/с.
Протекает по территории Охинского и Ногликского городских округов Сахалинской области.

## Основные притоки
Объекты перечислены по порядку от устья к истоку.
- 8,5 км: Бубновка
- 12 км: Поселковая
- 17 км: Серебристый
- 19 км: Длинный
- 25 км: Параллельная
- 27 км: Извилистая
- 32 км: Оленья
- 39 км: Камыш
- 41 км: Рог
- 44 км: Уколка
- 46 км: Кочкарная
- 51 км: Гнилушка
- 60 км: Охотничья
- 65 км: Медвежий
- 68 км: Барачная
- 77 км: Приграничная
- 93 км: Тунгуска
- 94 км: Второй Ныш

## Данные водного реестра
По данным государственного водного реестра России относится к Амурскому бассейновому округу.
Код водного объекта в государственном водном реестре — 20050000212118300001538.